# Honda VFR 800
VFR 800 – motocykl sportowo-turystyczny marki Honda, produkowany od 1998 roku. Jest kontynuacją modelu VFR 750 produkowanego od 1986 roku. W swej długiej historii VFR-ka przechodziła szereg modyfikacji i usprawnień, które uczyniły z niej motocykl niemalże doskonały. W budowie motocykla zastosowano czterocylindrowy, 16-zaworowy silnik widlasty. Cylindry wykonane są w technologii spieków ceramicznych. Silnik o pojemności 781 cm³ zasilany jest wtryskiem i wyposażony jest w nowatorski komputer sterujący nie tylko zasilaniem, ale także zapłonem indywidualnie dla każdego cylindra. Wahacz tylnego zawieszenia jest łożyskowany w silniku, co poprawia charakterystykę pracy tylnego zawieszenia. W motocyklu zastosowano lekką ramę, jednostronny wahacz tylnego koła z centralnym amortyzatorem oraz hamulce z systemem Dual-CBS.

## Historia
| Data | Wydarzenie |
| ---- | --- |
| 1986 | - Na podstawie doświadczeń z motocyklem VF750 Honda wprowadza do produkcji VFR750. Motocykl dysponował aluminiową ramą, dwuramiennym wahaczem podpartym na centralnym elemencie resorująco-tłumiącym, dwoma tłumikami wydechu i pełną obudową. Motocykl dysponował także nietypowymi kołami o rozmiarze 110/90 R16 z przodu i 130/80 R18 z tyłu. Zastosowano bardzo precyzyjny napęd rozrządu przy wykorzystaniu kół zębatych. - Imponuje w chwili swojej premiery swoimi osiągami i praktycznością turystycznego motocykla - jednocześnie zapewniając osiągi motocykla sportowego |
| 1988 | - Producent wprowadza zmiany stylistyczne. Poprawiona została owiewka z regulowaną szybą, zmianie uległy kierunkowskazy, tłumiki polerowane, a nie malowane na czarny mat. Podwozie zostaje wyposażone w nowe 17-calowe koła z przodu i z tyłu. |
| 1990 | - Modernizacja modelu VFR750F. W motocyklu zmienione było praktycznie wszystko - rama, obudowa, koła, zawieszenia. Silnik dysponował większą mocą, a elementem wyróżniającym VFR wśród innych jednośladów stał się jednoramienny wahacz. Od tego roku VFR miała także podwójną przednią lampę i pojedynczy tłumik. Zdecydowana poprawa komfortu i właściwości jezdnych . |
| 1994 | - Wprowadzenie ponad 300 zmian. Obniżenie masy własnej. Nowe zawieszenie przednie przy zwiększonej sztywności zostało odchudzone o 600 g, tylne o 200 g. Nowe, znacznie lżejsze koła, przekonstruowana centralna podstawka, uchwyty, podnóżki i wiele innych detali przyczyniło się do znacznego obniżenia ciężaru motocykla i poprawienia jego poręczności. Nowa deska rozdzielcza, zmienione siodło oraz nowy układ wydechowy 4-2-1. |
| 1998 | - Oficjalna nazwa ulega zmianie z VFR750F na VFR800Fi. Nowy silnik, w którym cylindry wykonane są w technologii spieków ceramicznych. Pojemność 781 cm³ z zasilaniem wtryskiem i komputer sterujący nie tylko zasilaniem, ale także zapłonem indywidualnie dla każdego cylindra. Nowy wahacz tylny łożyskowany w silniku. W motocyklu zastosowano poprawioną ramę, zawieszenia oraz hamulce z systemem Dual-CBS. Zupełnej zmianie uległ wygląd zewnętrzny motocykla. Owiewki zaprojektowano pod kątem jak najlepszej ochrony kierowcy przed pędem powietrza i warunkami atmosferycznymi. Przejrzysty wyświetlacz informujący go o parametrach pracy motocykla. |
| 2002 | - Nowy, nieco futurystyczny wygląd zewnętrzny, oraz kilka istotnych zmian konstrukcyjnych. Najważniejsza z nich to zmiana napędu wałków rozrządu z kół zębatych na płytkowe łańcuszki. Do tej pory niezawodny, trwały i bardzo precyzyjny napęd rozrządu przy wykorzystaniu kół zębatych był poniekąd znakiem rozpoznawczym silników V4 Hondy. W zamian za to Honda pokusiła się o zastosowanie w silniku zmiennych faz rozrządu. W gruncie rzeczy polega to na tym, iż w zakresie do 6800 obr/min pracuje tylko jeden zawór ssący w każdym z cylindrów. Przepływ mieszanki przez jeden zawór, a co za tym przez mniejszą średnicę przepływu przyśpiesza prędkość przemieszczania się mieszanki w kanałach ssących, a co za tym idzie poprawia zawirowanie mieszanki w komorze spalania. To z kolei ma bardzo dobry wpływ na proces spalania, co dla użytkownika oznacza lepszy przebieg momentu obrotowego i niższe spalanie. Przy wyższych obrotach do akcji wchodzą obydwa zawory ssące i silnik rozwija pełną moc. Dokonano zmiany na nowy układ wydechowy z dwoma wysoko poprowadzonymi tłumikami oraz powiększono zbiornik paliwa. Bardzo istotną nowością w tym modelu było opcjonalne zastosowanie systemu ABS, znacznie poprawiającego bezpieczeństwo jazdy w trudnych warunkach atmosferycznych. |
| 2006 | - Motocykl przeszedł mały facelifting. Wprowadzono kilka kosmetycznych zmian takich jak nowe klosze tylnej lampy i kierunkowskazów oraz zmiana podświetlenia i koloru tarczy obrotomierza. Najistotniejsze z technicznego punktu widzenia było zmodyfikowanie dwustopniowego systemu zmiennych faz rozrządu VTEC. |

źródło: www.scigacz.pl

## Dane techniczne wersji VFR 800 FI Interceptor / VFR 800A VTEC
| Lata produkcji wersji            | VFR F 800FI 1998-2001 wersja bez ABS                                                               | VFR F 800A 2002-2011 wersja z ABS*                                                                 |
| Długość całkowita (mm)           | 2100 mm                                                                                            | 2100 mm                                                                                            |
| Szerokość (mm)                   | 735 mm                                                                                             | 735 mm                                                                                             |
| Wysokość (mm)                    | 1190 mm                                                                                            | 1190 mm                                                                                            |
| Rozstaw osi (mm)                 | 1440 mm                                                                                            | 1460 mm                                                                                            |
| Prześwit (mm)                    | 130 mm                                                                                             | 125 mm                                                                                             |
| Wysokość podnóżek (mm)           | 351 mm                                                                                             | 351 mm                                                                                             |
| Masa pojazdu (kg)                | suchy 208 / gotowy do drogi 234 / DCC 409                                                          | suchy (ABS) 218 / gotowy do drogi 244 / DCC 394                                                    |
| Zawieszenie przednie / skok (mm) | Widelec teleskopowy 120 mm                                                                         | Widelec teleskopowy 130 mm (HMAS)                                                                  |
| Zawieszenie tylne / skok (mm)    | Wahacz wleczony pojedynczy 120 mm z centralnym amortyzatorem azotowy                               | Wahacz wleczony pojedynczy 110 mm z centralnym amortyzatorem regulowanym (Pro-Arm)                 |
| Rozmiar kół motocykla (mm)       | Przód: 120/70 ZR17 - Tył: 180/55 ZR17                                                              | Przód: 120/70 ZR17 - Tył: 180/55 ZR17                                                              |
| Hamulce przednie:                | Dwutarczowe Trójtłokowe (Dual CBS)                                                                 | Dwutarczowe Trójtłokowe (Dual CBS+ABS)                                                             |
| Hamulec tylny:                   | Jednotarczowy Trójtłokowy (Dual CBS)                                                               | Jednotarczowy Trójtłokowy (Dual CBS+ABS)                                                           |
| Pojemność skok. (cm³)            | 781 cm³                                                                                            | 782 cm³                                                                                            |
| Typ silnika                      | V4-16v DOHC - V90° wtrysk elektronicznie sterowany PGM-FI po 4 zawory na cylinder                  | V4-16v DOHC - V90° wtrysk elektronicznie sterowany PGM-FI po 4 zawory na cylinder                  |
| Stopień sprężania                | 11,6 : 1                                                                                           | 11,6 : 1                                                                                           |
| Moc kW (KM)                      | 81kW (110KM) przy 10500 obr/min.                                                                   | 80kW (109KM) przy 10500 obr/min.                                                                   |
| Maks. moment obrotowy            | 82 Nm przy 8500 obr/min.                                                                           | 80 Nm przy 8750 obr/min.                                                                           |
| Skrzynia biegów (M/A)            | 6-biegowa sekwencyjna hydraulicznie sterowana I-2,846 II-2,062 III-1,631 IV-1,333 V-1,153 VI-1,035 | 6-biegowa sekwencyjna hydraulicznie sterowana I-2,846 II-2,062 III-1,578 IV-1,291 V-1,111 VI-0,965 |
| Przyspieszenie 0-100km/h (s)     | 3.1 s                                                                                              | 3,5 s                                                                                              |
| Przyspieszenie 0-200km/h (s)     | 9.4 s                                                                                              | 9,9 s                                                                                              |
| Prędkość maksymalna (km/h)       | 240 km/h                                                                                           | 235 km/h                                                                                           |
| Ekonomika (l)                    | Trasa - 4,5 L / Mieszana 6,5 L / Miasto 7,5 L                                                      | |
| Norma EURO                       | | EURO 3 (Katalizator HECS3 z czujnikiem tlenu)                                                      |
| Alternator (W)                   | trójfazowy 470 W                                                                                   | |
| Zbiornik paliwa (l)              | 21 L (17,5 + 3,6 rezerwa)                                                                          | 22 L                                                                                               |

Wersja F 800A bez ABS ma bardzo zbliżone parametry do F 800FI